# ワイアンドット族
ワイアンドット族（ワイアンドットぞく、英: Wyandot）、ウェンダット族（ウェンダットぞく、英: Wendat）、またはヒューロン族（ヒューロンぞく、英: Huron）は北アメリカの先住民族。彼らは伝統的にイロコイ語族のワイアンドット語を話した。1720年代に初めてヨーロッパ人の探検家・交易商人と接触したときの部族の人口は3万人以上と考えられている。

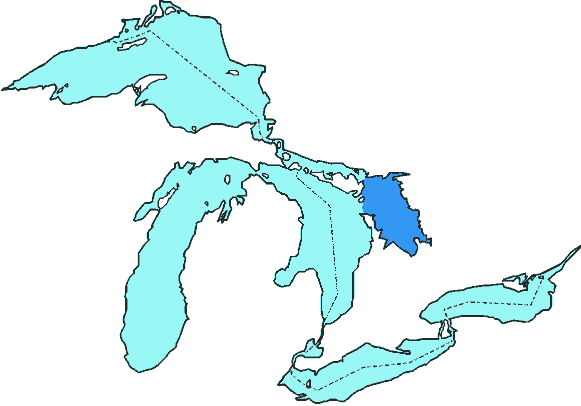
上の地図のうち、青色で着色されているのがヒューロン湖のジョージア湾。ここでヒューロン族はフランス人と出会った。ヒューロン族の領域は、セントローレンス川源流部よりやや下流、オンタリオ湖北岸のうちの3/4から、ニュートラル族の領域との境まで広がっていた。さらに、1649年にビーバー戦争でニュートラル族を倒し、ジョージア湾周辺を包むように領域が広がった。ジョージア湾周辺は彼らの領域の中心地となった。

15世紀まで、異文化に触れる前のワイアンドット族は現在のオンタリオ湖の北岸に暮らしていた。その後1615年に初めてフランス人の探検家サミュエル・ド・シャンプランに出会った。
現代のワイアンドット族は、17世紀後半にウェンダット（ヒューロン）連合、タイオノンタッティ族（ピトゥン、またはタバコ族）の残存者と合流したことで出現した。彼らはカナダのオンタリオ州南部、ジョージア湾周辺で暮らしていた。1634年以降、疫病の蔓延によって人口が激減し、1649年にニューヨーク州を拠点としていたイロコイ連邦との戦いに敗れ、散り散りになった。
今日、ワイアンドット族はファースト・ネーションとして、カナダのケベック州に居留地がある。アメリカ合衆国にも3つの主要な村落があり、そのうち2つは自立して統治されており、連邦政府にも認知されている。それぞれのグループは異なった発展を遂げてきたために、彼らは異なるワイアンドット語を話す。

## 歴史

### 1650年まで

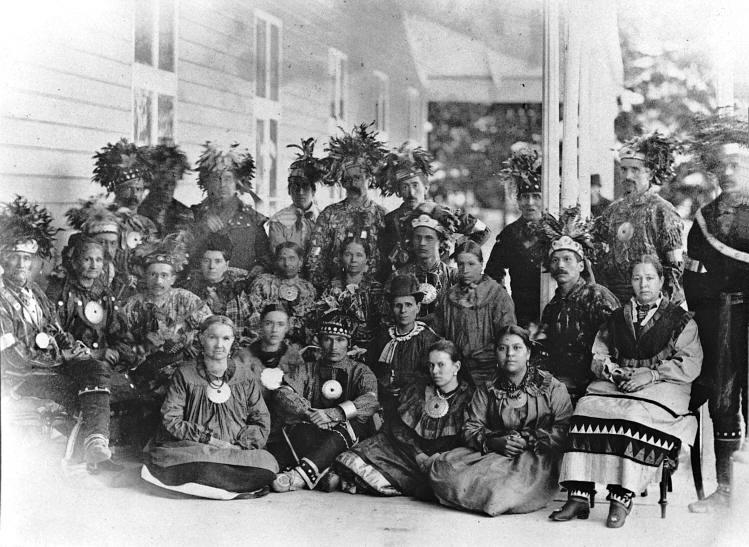
ワイアンドット族の集団（1880年、ケベックシティ）

初期の学説では、ワイアンドット族はセントローレンス川の渓谷に起源があり、モントリオール周辺に存在していたという者もいれば、セントローレンス・イロコイ族に関係があるという者もいた。近年の調査により、ワイアンドット族とセントローレンス・イロコイ族には歴史的に繋がりがあったことが言語学的、考古学的に裏付けられた。
1975年と1978年に、考古学者が15世紀のワイアンドット族の大きな村落を発掘した。現在はドレーパーサイトと呼ばれ、オンタリオ湖近くのピカリング市にある。2003年にはそこから5㎞離れたウィッチチャーチ＝スタウフビルでより大きな村落が発見され、マントルサイトと呼ばれている。いずれも周りを先のとがった柵で囲まれている。マントルサイトには70以上の家族が暮らすロングハウスがあった。
17世紀初め、彼らは「ウェンダット」と自称していた。その意味するところは、「半島の住人」や「島民」である。ウェンダットの歴史的な領域はジョージア湾とシムコー湖によって、3つに区切られている。初期のフランス人探検家は、彼ら先住民をヒューロン、またはフレンチ・ヒューロン、hure（イノシシ頭）などと呼んだ。言い伝えによると、彼らフランス人はウェンダットの戦士のごわごわした髪型がイノシシに似ていると考えたようである。しかし、このネガティブな語源はフランス人探検家や毛皮交易商人が受けた「良いイロコイ族」という姿勢には矛盾している。それに代わる語源は、アルゴンキン語のronon（「国」）、またはIrri-ronon （「エリー湖」、または「猫の国」）である。フランス語ではHirri-ronon のように発音され、最終的にHirr-onと縮まり、現在の形であるHuronと綴られるようになった。他に語源として可能性があるのは、アルゴンキン語のka-ron（真っ直ぐな海岸）、tu-ron（曲がった海岸）などが考えられる。
ウェンダットは単一の部族ではなく、4つまたはそれ以上の部族の連合で、それぞれの言語には相互理解可能性があった。伝承によれば、ウェンダット（ヒューロン）連合は""Attignawantans""（熊の人々）と""Attigneenongnahacs""（紐の人々）が主導し、15世紀に連合を形成した。1590年頃には""Arendarhonons""（岩の人々）、1610年頃には""Tahontaenrats""（鹿の人々）が加わった。
オンタリオ州エルムヴェール近くにあったOssossaneには、ウェンダットの最も大きな集落と連合の本拠地があった。彼らは伝統的な領地をWendakeと呼んでいた。
連合と密接な関係があったタイオノンタッティ族は、フランス人からはピトゥンと呼ばれていた。ピトゥンはフランス語でタバコを意味し、彼らがそれを栽培していたことから名付けられた。かれらははるか南側で生活しており、Deer（鹿）とWolves（狼）の2つのグループに分かれていた。彼らが後にワイアンドットの中核部分を成すことを考えると、彼らもまたウェンダットと自称していたかもしれない。
結核はヒューロン族の風土病であった。空気がこもり、煙の多いロングハウスでの住環境はそれを悪化させた。それでも、ヒューロン族の人々は概して健康であった。イエズス会はヒューロン族は自然治癒力を効果的に用いていたと記し、「我々よりも健康だ」と評した。

### ヨーロッパ人との接触、そして分散

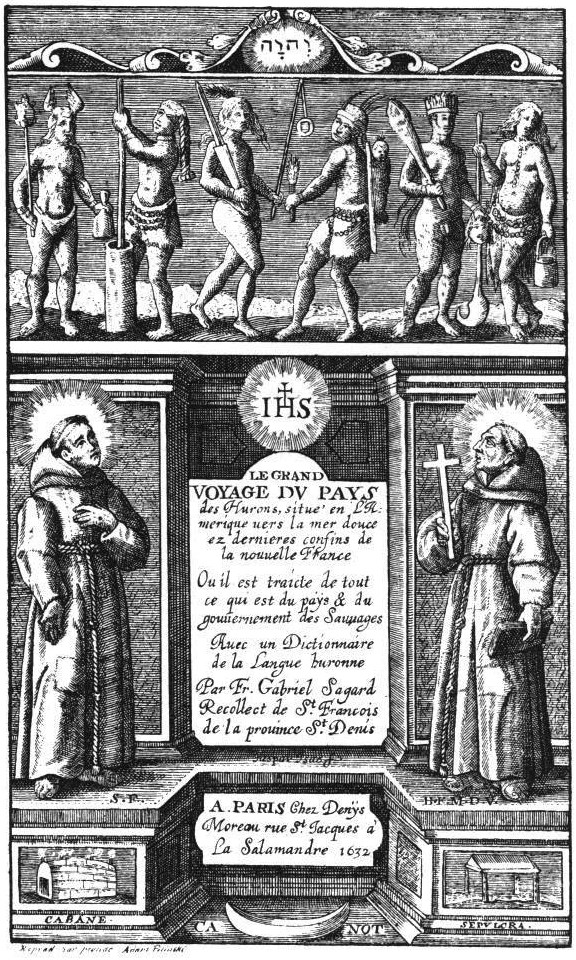
ヒューロン族の国における長い旅、ガブリエル・サガール画、1632年

ヒューロン族についての記述で最も古いものは、16世紀に北アメリカを旅した人物によるもので、フランス語で書かれている。ヨーロッパ人についての情報、とくに17世紀前半にセントローレンス川を探検したサミュエル・ド・シャンプランについてはヒューロン族にも届いた。ヨーロッパ人に会いに行く決心をしたヒューロン族もいた。
1639年に書かれた『イエズス会通信（Jesuit Relations）』は、ヒューロン族を次のように描写している。
彼らはがっしりとしており、フランス人よりもかなり身長が高い。身に纏っているのはビーバーの毛皮だけで、肩からマントのような形で着ている。冬には靴やレギンスを履く。タバコを入れる袋は隠されていて、手にはパイプを持っている。首や腕には、ビーズのネックレスや磁器のブレスレットを巻いている。耳飾りや髪留めにしている者もいる。髪や顔には油を塗っている。顔には赤や黒の筋状のペイントが施されている。—Jesuit François du Peron
ヨーロッパ人と接触した時点でのヒューロン族の人口は2万人から4万人と推計される。1634年から1640年にかけて、ヒューロン族はユーラシア大陸から持ち込まれた麻疹、天然痘など、彼らが免疫を持たない感染症によって壊滅した。疫学的見地では、天然痘が風土病であったフランス、イングランド、オランダから多くの子どもやその家族が移民としてが新世界に来た1634年に流行が始まったことを示している。歴史学者はこれらの病気が子どもからヒューロン族、さらに他の部族へと広がっていったと考えている。ヒューロン族の村の多くは放棄された。約半分～3分の2の人々が伝染病によって死亡した。人口は約12,000人まで減少した。
フランス人がやってくる前、ヒューロン族は南方のイロコイ連邦と対立関係にあった。16世紀後半までは、数千人のヒューロン族が現在のウェストバージニア州中央部のカナワ川流域で生活していた。しかしイロコイ連邦に追われ、ビーバーの毛皮交易のための猟場を確保するために、17世紀には現在のニューヨーク州に侵入した。ヨーロッパ人の勢力がひとたび毛皮交易に関わると、毛皮交易を支配するために部族間の対立がかなり激しくなった。フランス人は当時最も交易において進歩していたヒューロン族と同盟を結んだ。イロコイ連邦はニューヨーク植民地のオールバニやモホーク川流域のオランダ人やイギリス人と同盟を結ぶ傾向にあった。

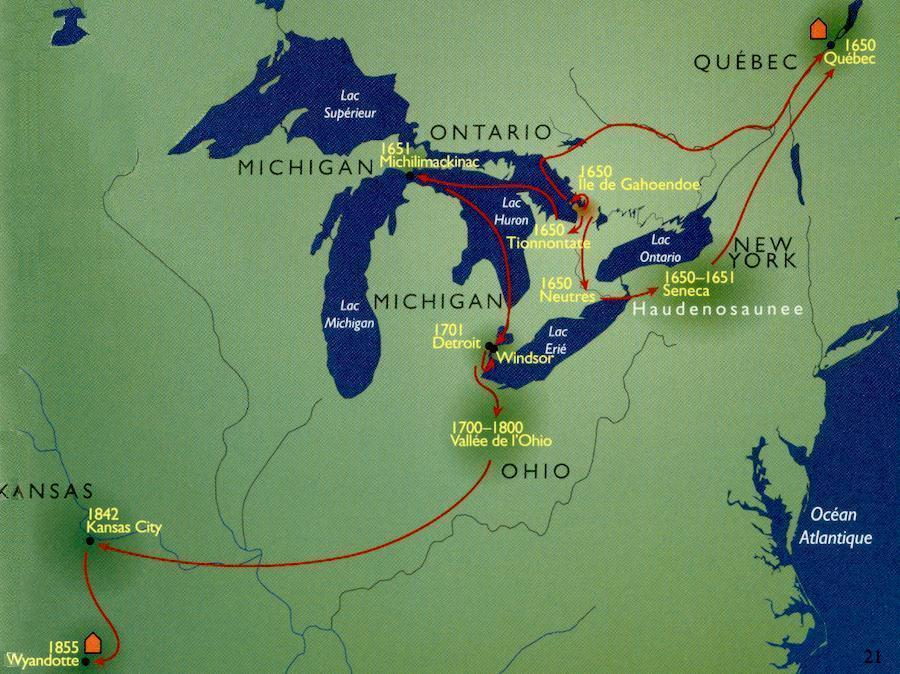
ヒューロン族の離散

ヨーロッパの武器や毛皮交易の導入によって、部族間の対立や武力衝突は激しさを増した。イロコイ連邦はニューヨークのオランダ人交易者から毛皮と交換して容易に銃器を手に入れることができた。一方、ウェンダット族がカナダのフランス人交易者から銃器を手に入れるためには、キリスト教を信仰する必要があった。それゆえ、1649年5月16日にイロコイ連邦の戦士約1,000人が侵入したときには為す術がなかった。サン・イニャスやサンルイ（現在のシムコー郡にあった）の村は焼かれ、約300人が殺された。イロコイ連邦はイエズス会の伝道者も多く殺した。殺害された彼らは北アメリカの殉教者としての名誉を受けている。生き残ったイエズス会のメンバーは、伝道所を放棄した後、略奪を防ぐために燃やした。イロコイ連邦の襲撃によってヒューロン族は大きな打撃を受けた。
1649年5月1日、ヒューロン族は蓄えを奪われるのを防ぐために15の村々を燃やし、難民として周辺の部族から逃げ出した。約1万人がGahoendoe（現在のクリスチャン島）に逃れた。島に逃れた者の多くは冬を越せずに餓死した。苦しい冬を過ごした後、生き残ったヒューロン族はケベック・シティーの近くに移動した。1649年秋のイロコイ連邦の襲撃で生き残ったタイオノンタッティ族に加わったヒューロン族もいた。彼らはミシガン湖の上流側に逃れ、最初はグリーンベイに、次いでマイキリマキノー（Michilimackinac）に落ち着いた。

### 1760年、ヒューロン・イギリス条約
1760年9月5日、モントリオールでイギリスの准将ジェームズ・マレーはロレット（Lorette）に住んでいたワイアンドット族の酋長と平和友好条約を結んだ。以下はその条約の内容である。
インディアン部族のヒューロン族の酋長は次のことを証明する。部族の名において、英国国王に従い、和平を結ぶ。部族のすべては英国の保護を受ける。これ以降、英国の将校や軍隊に危害を加えることはせず、またロレットの開拓地に戻ることを邪魔しない。ヒューロン族はカナダ人と同じ条件のもとで、宗教、慣習において自由な権利行使が許され、イギリスと自由な取引もできる。

### ワイアンドット族の出現

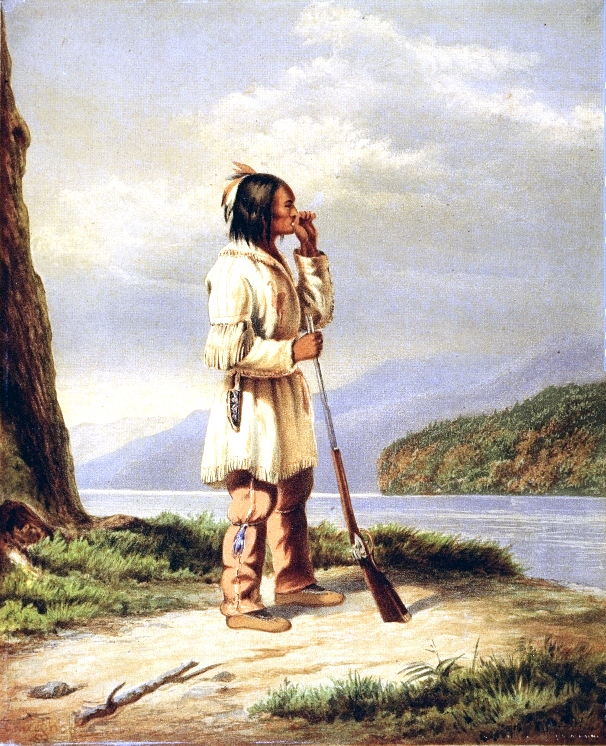
ヘラジカを呼ぶワイアンドット族のハンター。コルネリス・クリーゴフ、1868年頃

17世紀後半、ヒューロン族とピトゥンが合流し、ワイアンドット族として知られるようになった。ワイアンドットという名前はウェンダットが変化したもので、モホーク語でタバコを意味する言葉のフランス語への音訳に関連がある。西へ移動したワイアンドット族はオハイオ州やミシガン州南部で再形成された。
1782年8月、ワイアンドット族はイギリスの軍人サイモン・ガーティーの舞台に加わり、8月15日から19日にかけてブライアンズ・ステーションで包囲した。しかし、そこにダニエル・ブーンに率いられたケンタッキーの民兵隊が近づいていることを知り、撤退した。ワイアンドット族は高い場所に構え、ブーンの部隊を包囲した。
北西インディアン戦争が行われた間、ワイアンドット族はイギリスとともにアメリカと戦った。タルヘ酋長の主導のもと、1795年にグリーンヴィル条約に調印した。
1807年、オタワ族、ポタワトミ族、オジブワ族の3部族とともにデトロイト条約に調印し、土地の割譲をした。上記部族とミシガン準州（代表者：ウィリアム・ハル）との間で締結された条約の内容は、現在のミシガン州南東部、オハイオ州のモーミー川付近の一部分の領域をアメリカ合衆国へ割譲するというものであった。各部族は領域内のわずかな土地を保持することを許された
。
1840年代、生き残ったワイアンドット族の大半は、連邦政府の方針の下、カンザスのインディアン準州へ移住させられた。ワイアンドット族はオハイオ州の土地をもとに受け取った基金を使い、現在のワイアンドット郡に23,000エーカー（93km2）の土地をレナペ（デラウェア族）から46,080ドルで購入した。レナペはワイアンドット族がオハイオ州にいた時のもてなしに感謝していた。購入した土地は、カンザス川とミズーリ川の合流点付近のほぼ正方形の区画であった。
1853年6月、ワイアンドット族の酋長ビッグタートルは、オハイオ・ステート・ジャーナルに部族の最近の状況について手紙を書いた。ワイアンドット族は1845年に土地代として約127,000ドルを受け取った。1850年の春に酋長が土地を政府に返還した。売却代金のうち10万ドルを5%国債に投資した。カンザスに移動してから、ワイアンドット族は2校の安息日学校と良い図書館を手に入れた。彼らは禁酒運動団体の一派を組織することを進めており、かなり大きな禁酒協会を保持していた。ビッグタートルは、ワイアンドット族はアーカンソー州より北側のどの部族よりも倹約していると述べた。彼の記述によれば、ワイアンドット族は「満足しており、幸せ」であり、オハイオ州にいたときよりも良い生活状況を享受していた。
1855年までにワイアンドット族の人口は600人～700人まで減少した。同年8月14日、ワイアンドット族は酋長を選出した。ミズーリ・リパブリカン紙のカンザス州の特派員は、酋長選出の審判には仲間からの信任を得た3人の者があたったと報告した。
ワイアンドット族はカンザス州の政治において重要な役割を果たした。1853年7月26日、ウィリアム・ウォーカーはネブラスカ準州の知事に選出された。ウォーカーらはカンザスが大陸横断鉄道のルートとなるように推進した。連邦政府はウォーカーの選出を認めなかったが、政治活動によって連邦政府はカンザス州・ネブラスカ州の創設を認めるカンザス・ネブラスカ法を可決するように促された。
1855年10月のニューヨーク・タイムズの記事では、ワイアンドット族は自由（アメリカ国民としての生活を受け入れた、という意味）と報じられた。
南北戦争後の1867年、中西部からオクラホマへ移動した者がいた。今日、4,000人以上のワイアンドット族がカンザス州東部とオクラホマ州で暮らしている。
マーガレット・"グレイ・アイズ"・ソロモンは、オハイオ州が起源のワイアンドット族としては最後の人物で、「マザー・ソロモン」としても知られている。彼女はジョン・グレイ・アイズ酋長の娘で、1816年に生まれ、1843年にオハイオ州を旅立った。彼女は1890年8月17日、オハイオ州アッパー・サンダスキーの集落で亡くなった。オハイオ州に住んでいた最後のワイアンドット族は、ビル・ムース（1836年 - 1937年）であった。

### 20世紀～現在
1907年から、考古学的な発掘調査がジョージア湾付近のイエズス会の伝道所で行われている。その後、伝道所はカトリック教会のカナダでの殉教者を祭っている殉教者聖堂に隣接した場所に、サントマリー・アマング・ザ・ヒューロンズとして再建された。
1940年代には、入植者がネイティブアメリカンの領域に侵入しないという約束を破ったことに対して様々な部族が苦情を申し立てた結果、8億ドルが割り当てられた。ワイアンドット族の居留地は1830年のインディアン移住法に基づいている。この法律により、ネイティブアメリカンはミシシッピ川より西側に移動する必要に迫られた。当初、ワイアンドット族には1エーカーにつき75セントが支払われた。
1985年2月、連邦政府はワイアンドット族の子孫に550万ドルを支払うことに同意した。この決定により、143年前の1842年に部族のオハイオ州の土地を適正価格以下で売却することを強いられた条約が解決された。インディアン事務局の報道官は、ワイアンドット族の子孫だと証明されたカンザス州とオクラホマ州の3,600人に対し、1985年7月に1人当たり1,600ドルが支払われると発表した。
1999年8月27日、ケベック州、カンザス州、オクラホマ州、ミシガン州の広範囲にわたるワイアンドット族のバンドは、彼らの歴史的な故郷であるオンタリオ州ミッドランドで一堂に会した。彼らはウェンダット連合を正式に再構築した。

## 現在のワイアンドット族のグループ

### 認識されているグループ
アメリカ国内では、以下1つが連邦政府に認識されている。
- オクラホマ州ワイアンドット[23]に本部があるワイアンドット・ネーション。メンバーは4,957人。

カナダ国内では、以下1つがファースト・ネーションである。
- ウェンデイク（現在はケベック・シティーの一部）にあるヒューロン・ウェンダット・ネーション。メンバーは約3,000人。彼らは主にカトリックを信仰し、フランス語を第一言語として話す。ワイアンドット語の研究と子どもへの使用を推進し始めている。ここ数十年間、彼らの主な収入源は陶器、伝統的な文様のスノーシュー、夏用、冬用のモカシン、そのほか地域で作られる様々な工芸品などの販売であった。

### ワイアンドット族と自認しているグループ
上記とは別に、2つのグループが連邦政府には認識されていないがワイアンドット族を自称している。
- ミシガン州トレントンに本部があるワイアンドット・ネーション・オブ・アンダードン。メンバーは約1,200人。
- カンザス州カンザスシティに本部があるワイアンドット・ネーション・オブ・カンザス。メンバーは約400人と推計される。

ワイアンドット・ネーション・オブ・カンザスとワイアンドット・ネーション・オブ・オクラホマの間で、カンザスシティのヒューロン墓地をめぐって法廷闘争が続いている。このことは1世紀以上にわたって争点となっている。インディアンの移住に伴ういざこざがあったために、その場所は連邦政府に認識されているワイアンドット・ネーション・オブ・オクラホマの法的管理の下にある状態が続いている。彼らは人々の利益のために再開発することに関心があると表明してきた。カンザスのワイアンドット族はこのような提案に強く反対しており、再開発には彼らの直接の祖先の多くを含む遺骨の収容が必要だとしている。1998年、2つのグループは最終的に墓地を宗教的、文化的に保存し、神聖な歴史にふさわしい使い方をすることに同意した。

## 文化
他のイロコイ語族の人々と同じように、ワイアンドット族は農耕民族で、狩猟や釣りで食べ物を補っていた。女たちはトウモロコシ、カボチャ、豆のいわゆる「三姉妹」を部族の食べ物の柱として耕作し、それに男たちが獲ってきた魚を加えて補った。男たちは鹿などの動物の狩りもしていた。女たちは作物の植え付け、耕作のほとんどを行い、畑を作るような重労働は男たちも手伝った。畑を作る際には、しばしば焼畑農業による方法がとられた。男たちは漁労や狩り、住居やカヌー、道具類の製作のほとんどを行った。それぞれの家族には自分たちで耕す畑があり、家族が畑を使わなくなったときには部族の共有資源に戻された。
ワイアンドット族は1～10エーカーほどの広さの村に暮らし、その大半は外敵の攻撃から守るために防御が固められていた。他のイロコイ族と同じように、彼らはロングハウスに住んでいた。彼らの典型的な村は30～40のロングハウスから構成され、900人～1600人が暮らしていた。村は約10年ごとに場所が移された。というのも、土壌や彼らが薪を得ていた森が次第に痩せ衰えてしまうからである。ヒューロン族は近隣のピトゥンやニュートラル族との、とりわけタバコの交易に携わってきた。
ワイアンドット族の生活様式は、実際には性別によってかなりの差があった。男たちの役割はほとんどの社会で明白で、ハンターとして獲物を探して人々に食べさせた。女性は部族に置いて他のすべての役割を担っていて、衣服を作り、男たちが持ち帰った獲物を料理し、子どもの世話もした。
女にとって妊娠は困難であった。女は妊娠すると木の小屋に閉じこもり、母と祖母のみが陣痛のときにどのような状態であるかを見ることができた。妊娠した女は他の女に助けてもらったが、その間男は何事もないかのように日々を過ごした。男の子が生まれるよりも、女の子が生まれる方がより喜ばれた。
子供が成長するにつれ、徐々に社会的な役割も大きくなる。男女とも、大人から後に部族を助けるための物事のやり方を学ぶ。例えば、少女は人形の服の作り方を教わるが、これは本物の衣服の作り方を学ぶことに繋がる。一方で少年は、与えられた小型の弓でごく小さな獲物を狩る練習をする。子どもたちは小さい頃から社会に対等に組み込まれる。子どもたちには年齢に基づいて小さな役割が与えられる。小さな男の子は男たちの狩りについて行き、狩りのやり方を直接体験する。彼は狩りの時に何をするべきかのヒントを得て、大人になって狩りに参加するための経験を積む。女の子も同様である。彼女らは部族の女たちの日々の活動を観察し、それを小さなスケールでまねる。例えば、上述の人形の洋服を作るようなことが挙げられる。